# Peire Espanhol
Peire Espanhol (khoảng 1150 - khoảng 1220) là một troubadour đến từ tỉnh Limousin. Các tác phẩm của ông gồm có 3 bản canso còn tồn tại cho đến bây giờ, trong đó có tác phẩm mang tính chất tôn giáo Ar levatz sus, francha corteza gans! là một bản alba. Các tác phẩm của ông đã được chỉnh sửa và dịch sang tiếng Pháp bởi Peter T. Ricketts, tạo thành tập Les poésies de Peire Espanhol: édition critique et traduction. Và tập này lại nằm trong Studies in Honor of Hans-Erich Keller: Medieval French and Occitan Literature and Romance Linguistics bởi Rupert T. Pickens (đã được chỉnh sửa) (được xuất bản tại Kalamazoo vào năm 1993), các trang 393 - 395.